# Fresh Evidence
Fresh Evidence – czternasty i ostatni album irlandzkiego gitarzysty Rory’ego Gallaghera, wydany w 1990 roku.

## Lista utworów
Wszystkie utwory autorstwa Gallaghera.
1. „'Kid' Gloves” – 5:40
2. „The King of Zydeco” – 3:43
3. „Middle Name” – 4:15
4. „Alexis” – 4:07
5. „Empire State Express” – 5:08
6. „Ghost Blues” – 8:01
7. „Heaven's Gate” – 5:09
8. „The Loop” – 2:23
9. „Walkin' Wounded” – 5:09
10. „Slumming Angel” – 3:40
11. „Never Asked You for Nothin'” – 4:29
12. „Bowed Not Broken” – 3:26

## Wykonawcy
- Rory Gallagher – wokal, gitary, harmonijka ustna
- Gerry McAvoy – gitara basowa
- Brendan O’Neil – bębny, instrumenty perkusyjne
- Lou Martin – instrumenty klawiszowe